# 高知連隊区
高知連隊区（こうちれんたいく）は、大日本帝国陸軍の連隊区の一つ。前身は高知大隊区である。高知県の一部または同県全域の徴兵・召集等兵事事務を取り扱った。実務は高知連隊区司令部が執行した。1945年（昭和20年）、同域に高知地区司令部が設けられ、地域防衛体制を担任した。

## 沿革
1888年（明治21年）5月14日、大隊区司令部条例（明治21年勅令第29号）によって高知大隊区が設けられ、陸軍管区表（明治21年勅令第32号）により高知県全域が管轄区域に定められた。第5師管第10旅管に属した。
1896年（明治29年）4月1日、高知大隊区は連隊区司令部条例（明治29年勅令第56号）によって連隊区に改組され、旅管が廃止となり第11師管に属した。1898年12月23日、司令部は高知市追手筋上一町目の新築庁舎に移転した。
1903年（明治36年）2月14日、陸軍管区表が改正され、再び旅管が採用され連隊区は第11師管第10旅管に属した。
日本陸軍の内地19個師団体制に対応するため陸軍管区表が改正（明治40年9月17日軍令陸第3号）となり、1907年（明治40年）10月1日、第11師管第22旅管に属した
1925年（大正14年）4月6日、日本陸軍の第三次軍備整理に伴い陸軍管区表が改正（大正14年軍令陸第2号）され、同年5月1日、旅管は廃され引き続き第11師管の所属となった。
1940年（昭和15年）8月1日、高知連隊区は西部軍管区善通寺師管に属することとなった。
1944年（昭和19年）6月16日、善通寺師管が中部軍管区に編入された。1945年には作戦と軍政の分離が進められ、軍管区・師管区に司令部が設けられたのに伴い、同年3月24日、連隊区の同域に地区司令部が設けられた。地区司令部の司令官以下要員は連隊区司令部人員の兼任である。同年4月1日、善通寺師管は善通寺師管区と改称された。同年6月12日、善通寺師管区は四国軍管区に改組された。

## 管轄区域の変遷
1888年5月14日、陸軍管区表（明治21年勅令第32号）が制定され、高知大隊区の管轄区域は高知県全域と定められた。1896年4月1日、連隊区へ改組された際に管轄区域の変更はなかった。
1915年（大正4年）9月13日、安芸郡を徳島連隊区へ移管し、管轄区域は以下のとおりとなった。
- 高知県

高知市・香美郡・長岡郡・土佐郡・吾川郡・高岡郡・幡多郡
1920年（大正9年）8月10日、安芸郡を徳島連隊区から編入し、再度、高知県全域を管轄した。その後は廃止されるまで管轄区域に変更はなかった。

## 司令官
高知大隊区
- （心得）山村政久 歩兵大尉：1888年5月14日 -
- 三木一存 歩兵少佐：1895年5月29日[13] -

高知連隊区
- 平尾信寿 輜重兵中佐：不詳 - 1898年5月25日
- 魚角象三 歩兵少佐：1898年5月25日 - 7月1日
- 魚角象三 後備歩兵少佐：1898年7月1日 - 1902年11月1日
- 三松小次郎 歩兵少佐：1902年11月1日 - 1906年3月15日
- 伊東兎熊 歩兵中佐：1906年3月15日 -
- 小野政治 歩兵中佐：1908年12月21日 - 1912年9月28日
- 神頭勝弥 歩兵大佐：1912年9月28日 - 1913年8月22日
- 中溝武三郎 歩兵中佐：1913年8月22日 - 1916年4月10日
- 牧達之 歩兵中佐：1916年4月10日 - 1918年7月24日[14]
- 神尾直次 歩兵中佐：1918年7月24日[14] - 1921年7月20日[15]
- 黒田英吾 歩兵中佐：1921年7月20日[15] - 1923年8月6日[16]
- 山内誠 歩兵大佐：1923年8月6日[16] - 1924年12月15日[17]
- 長岡正雄 歩兵大佐：1924年12月15日[17] -
- 関家清 歩兵大佐：不詳 - 1932年8月8日[18]
- 脇屋義城 歩兵大佐：1932年8月8日[18] -
- 瀬川四郎 歩兵大佐：1933年8月1日[19] -
- 稲川直衛 歩兵大佐：1936年8月1日 - 1939年3月9日[20]
- 横井忠道 大佐：1943年6月28日[21] - 1945年3月31日

高知連隊区兼高知地区司令官
- 黒岩義勝 予備役陸軍中将：1945年3月31日[22] -